# Simón Sánchez Montero
Pour les articles homonymes, voir Montero (homonymie).
Simón Sánchez Montero (né à Nuño Gómez, province de Tolède, le 31 juillet 1915, mort à Madrid le 30 mars 2006) est un homme politique espagnol, dirigeant du Parti communiste d'Espagne.

## Biographie
Né dans une famille paysanne, il émigre à Madrid en 1927, pour y travailler comme boulanger. Il adhère au syndicat de la boulangerie de l’UGT à l’époque de la II° République et au PCE en 1936. Pendant la Guerre  civile, il combat sous le drapeau républicain, dans le cadre d’un bataillon formé par son syndicat.
À la fin du conflit, il se réfugie à Séville, revenant à Madrid en 1944. L’année suivante, il est arrêté et emprisonné ; son séjour en prison dure jusqu’en 1952. En 1954, il est élu au Comité central du PCE et au Comité exécutif (ex-Bureau politique) en 1956.
Un des principaux dirigeants du parti communiste dans la clandestinité, il est de nouveau arrêté en 1959, et reste en prison jusqu’en 1966. Les circonstances entourant cette arrestation, survenue le 17 juin 1959 (la veille de la grève générale lancée par le parti), sont relatées par Jorge Semprún dans son Autobiographie de Federico Sánchez. Il subit encore quelques séjours intermittents en prison entre 1973 et 1976, peu avant la légalisation du PCE.
Lors des élections générales de 1977, il est élu député de Madrid, puis  réélu en 1979. Il reste à la direction du PCE jusqu’au XIII° Congrès, en 1991, la quittant alors de concert avec d’autres membres désignés comme  "rénovateurs".
Dans l’ensemble, il a suivi l’évolution politique et programmatique de la direction du PCE, depuis le stalinisme jusqu’à l’eurocommunisme.
Il a écrit plusieurs livres : Qué es el comunismo, Partido Comunista de España,El Estado y las nacionalidades, ¿Es posible el socialismo? et Camino de Libertad (1997), ses mémoires politiques.

## Sources
- (es) Cet article est partiellement ou en totalité issu de l’article de Wikipédia en espagnol intitulé « Simón Sánchez Montero » (voir la liste des auteurs)   dans sa version du 26 novembre 2007